# Теорема Грушко о разложении
Теорема Грушко о разложении даёт единственное разложение конечно порождённой группы в свободное произведение групп.
Доказана Игорем Александровичем Грушко в 1940 году и независимо Бернардом Нойманом в 1943 году.
Эта теорема является теоретико-групповым аналогом теоремы Кнесера о разложении для 3-мерных многообразий, которая утверждает, что  любое замкнутое 3-мерное многообразие представляется как связная сумма неприводимых 3-мерных многообразий.

## Формулировка
Любая нетривиальная конечно порожденная группа {\displaystyle G} может быть разложена как свободное произведение
{\displaystyle G=A_{1}*\dots *A_{r}*F_{s}},
где каждая из группа {\displaystyle A_{i}} нетривиальна и не свободная (в частности не бесконечная циклическая группа), и {\displaystyle F_{s}} — свободная группа ранга {\displaystyle s}.
Более того, это разложение единственно с точностью до перестановки.

### Замечания
- Существование разложения следует из теоремы Глушко о том, что ранг свободного произведения конечнопорождённых групп равен сумме рангов; то есть
{\displaystyle \mathrm {rank} (A*B)=\mathrm {rank} A+\mathrm {rank} B}

для любой пары конечнопорождённых групп {\displaystyle A} и {\displaystyle B}. Единственность требует дополнительного рассуждения.